# آي مايدا
آي مايدا (前田愛 مايدا آي) هي مطربة ومؤدية أصوات يابانية ولدت في 19 أبريل 1975 في محافظة هيوغو.

## أدوارها في السينما الأمريكية
- أقتل بيل الجزء 1 - أورين إيشي (أيام الطفولة)

## أدوارها في الأنمي

### مسلسلات أنمي تلفزيونية
- أبطال الديجيتال الجزء الأول - مي
- أبطال الديجيتال الجزء الثاني - مي، مينا، ابن مي
- غاش بيل الذهبي - ميغومي أوؤمي
- حفيد نوراريهيون - يورا كيكاين
- حفيد نوراريهيون: عاصمة العفاريت - يورا كيكاين
- بيرسونا 4 ذي أنيميشن - تشيهيرو فوشيمي
- ستار درايفر - هيتومي إيشينو
- رحلة كينو - كينو
- M3 الفولاذ الأسود - كاساني أغورا
- وورلد تريغر - كاسومي ميكومو، ميراي هاتوهارا
- زينوساغا ذي أنيميشن - كوزموس
- مطعم الأشباح - أوزورا كازويا
- أساطير في قادم الزمان - أنيس، سمر
- سيلور مون كريستال Season III - سيتسونا ميؤو/سيلور بلوتو

### أنمي الإنترنت
- سيلور مون كريستال - سيلور بلوتو

### أفلام أنمي
- فيلم ديجيمون أدفنتشر: لعبتنا الحربية! - ميمي تاتشيكاوا
- فيلم ديجيمون أدفنتشر 02: هبوط إعصار الديجيمون!!/التطور الفائق!! الديجيمنتال الذهبية - ميمي تاتشيكاوا
- فيلم ديجيمون أدفنتشر 02: انتقام ديابورومون - ميمي تاتشيكاوا

## أدوارها في ألعاب الفيديو
- بيرسونا 4 - تشيهيرو فوشيمي
- بيرسونا 4 غولدن - تشيهيرو فوشيمي
- ديجيمون أدفنتشر - ميمي تاتشيكاوا
- زينوساغا إيبيسود I: دير فيل زور ماخت - شيون أوزوكي
- زينوساغا إيبيسود II: جينسايتس فون غوت أوند بيسي - شيون أوزوكي
- زينوساغا إيبيسود III: أولسو سبراخ زاراثوسترا - شيون أوزوكي

## وصلات خارجية
- آي مايدا على موقع IMDb (الإنجليزية)
- آي مايدا على موقع ميوزك برينز (الإنجليزية)
- آي مايدا على موقع ديسكوغز (الإنجليزية)
- آي مايدا على موقع قاعدة بيانات الفيلم (الإنجليزية)
- آي مايدا على موقع ANN person (الإنجليزية)